# 로즈메리의 아기 (영화)
《로즈메리의 아기》(영어: Rosemary's Baby)는 1968년 개봉한 미국의 심리 공포 영화이다. 로만 폴란스키가 감독과 각본을 맡았으며, 아이라 레빈의 공포 소설 《로즈메리의 아기》가 영화의 원작이다. 2014년 미국 의회 도서관의 국립영화등기부에 등록되었다.

## 출연

### 주연
- 미아 패로

### 조연
- 존 카사베츠
- 루스 고든
- 시드니 블래크머
- 모리스 에반스

## 기타
- 원작자: 이라 레빈
- 미술: 리처드 실버트
- 의상: 앤시아 실버트

## 같이 보기
- 앤턴 라베이